# Oconto Falls (Wisconsin)
Oconto Falls – miasto w Stanach Zjednoczonych, w stanie Wisconsin, w hrabstwie Oconto.